# Liste des épisodes des Maîtres de l'univers

Cette page présente la liste des épisodes de la série télévisée d'animation Les Maîtres de l'univers dont la première saison a commencé le 5 septembre 1983 et la seconde saison, le 21 septembre 1984 aux États-Unis. La série ne comporte pas réellement de début ni de fin et les épisodes sont relativement indépendants. Pour la première saison, l'ordre de production varie de l'ordre de diffusion. Les numéros de production n'illustrent en réalité que l'ordre d'approbation des scripts par Filmation alors que l'ordre de diffusion sur les chaînes américaines permet un visionnage cohérent de la série : c'est pourquoi, les épisodes sont présentés ci-dessous selon cet ordre de diffusion.

## Commentaires
- Il est préférable de regarder l'épisode-pilote Le Diamant qui fait disparaître en premier étant donné que les alliés de Skeletor y sont introduits.

- Les fans de la série considèrent que les épisodes Le Cœur d'un géant et La Machination de Kobra Khan (respectivement les derniers épisodes des saisons 1 et 2) ne sont pas idéaux comme épisodes conclusifs. Par contre, l'épisode 60 Les Plantes du désespoir est excellent pour conclure la première saison puisqu'on y voit Skeletor et Musclor unir leurs forces. Enfin, l'épisode 110 La Fin de Musclor est considéré comme la meilleure fin possible pour la saison 2 et pour la série dans son ensemble[1].

- Il n'existe qu'un seul épisode en deux parties (L'Antre de Shokoti) qui doivent donc être impérativement regardées l'une après l'autre.

- Par ailleurs, certains personnages faisant leur première apparition dans un épisode particulier, il est préférable de le voir en priorité (c'est le cas des personnages de Kothos, Negator, Garth, Comte Marzo, Dree Elle, Montork ou encore Granamyr).

- Une seule exception à la cohérence de l'ordre de diffusion : l'épisode 123 La Métamorphose qui explique l'origine de Modulok et doit donc être vu avant l'épisode 113 Bon anniversaire Roboto.

## Ordre de diffusion
Les épisodes sont classés selon leur ordre de première diffusion aux États-Unis. La liste ci-dessous indique leur numéro de production (Code), leur titre en V.F. et V.O, le(s) personnage(s) marquant(s) de l'épisode (guest) ainsi que le scénariste. Les épisodes inédits à la télévision en France et en Belgique sont marqués d'un astérisque (In).

### Saison 1
| no | Code  | Titre                                                           | Guest                  | Scénario                | In |
| -- | ----- | --------------------------------------------------------------- | ---------------------- | ----------------------- | -- |
| 1  | MU 4  | Le diamant qui fait disparaître (Diamond Ray of Disappearance)  | Skeletor               | Robby London            | *  |
| 2  | MU 6  | La quête de Teela (Teela's Quest)                               | Merman                 | Paul Dini               |    |
| 3  | MU 14 | Colossor s'éveille (Colossor Awakes)                            | Stratos Ramman         | J. Brynne Stephens (en) | *  |
| 4  | MU 9  | Opération dragons (Dragon Invasion)                             | Jitsu                  | Michael Reaves          | *  |
| 5  | MU 8  | Péril dans le passé (Time Corridor)                             | Triklops Fangman       | Larry DiTillio          | *  |
| 6  | MU 5  | Le démon de Fantos (She-Demon of Phantos)                       | Strongarm              | Ron Schultz             | *  |
| 7  | MU 7  | La gemme des sortilèges (Curse of the Spellstone)               | Stratos Ramman         | Marc Scott Zicree (en)  | *  |
| 8  | MU 18 | La créature des marécages de Tar (Creatures From The Tar Swamp) | Stratos                | Richard Pardee          | *  |
| 9  | MU 22 | Chanson de Célice (Song Of Celice)                              | Beastman Evil-Lyn      | Michael Reaves          | *  |
| 10 | MU 3  | Casque qui rend invisible (Disappearing Act)                    | Faker Stratos          | David Chappe (en)       | *  |
| 11 | MU 12 | Skeletor l'invincible (Evil-Lyn's Plot)                         | Merman                 | Paul Dini               | *  |
| 12 | MU 16 | Règne de l'horreur (Reign of the Monster)                       | Stratos                | Marc Scott Zicree (en)  | *  |
| 13 | MU 20 | Aube du Dragon (Dawn of Dragoon)                                | Dree Elle              | Robby London            |    |
| 14 | MU 13 | Tel père telle fille (Like Father, Like Daughter)               | Beastman Trapjaw       | Janis Diamond           | *  |
| 15 | MU 29 | Banni par Skeletor (Prince Adam No More)                        | Beastman               | Paul Dini               |    |
| 16 | MU 10 | Vengeance de Jarvan (Friend In Need)                            | Jarvan                 | J. Brynne Stephens (en) |    |
| 17 | MU 34 | Cadeau du Dragon (Dragon's Gift)                                | Granamyr               | Larry DiTillio          |    |
| 18 | MU 17 | Daimar le démon (Daimar The Demon)                              | Daimar                 | J. Brynne Stephens (en) |    |
| 19 | MU 2  | Fakor le faussaire (Shaping Staff)                              | Faker                  | Paul Dini               | *  |
| 20 | MU 1  | Comète cosmique (Cosmic Comet)                                  | Skeletor Evil-Lyn      | Tom Ruegger             | *  |
| 21 | MU 30 | La prise du château des ombres (The taking of Grayskull)        | Skeletor the Sorceress | Janis Diamond           |    |
| 22 | MU 27 | Oncle d'Orko (Orko's Favorite Uncle)                            | Tauron                 | Douglas Booth           |    |
| 23 | MU 56 | Quete de l'épée (Quest For The Sword)                           | Ramman                 | Marc Richards           |    |
| 24 | MU 19 | A la recherche de Musclor (Quest For He-Man)                    | Zodak                  | Paul Dini               |    |
| 25 | MU 31 | Cité des esclaves (Tale Of Two Cities)                          | Valeena                | Richard Pardee          |    |
| 26 | MU 15 | Carnaval du cauchemar (Beastly Sideshow)                        | Skeletor Evil-Lyn      | Gwen Wetzler            | *  |
| 27 | MU 23 | Retour de l'oncle d'Orko (Return Of Orko's Uncle)               | Azrog Spydra           | Douglas Booth           |    |
| 28 | MU 42 | Dentos multiplie son pouvoir (Double Edged Sword)               | Trapjaw                | Robby London            |    |
| 29 | MU 54 | Venue de Negator (Game Plan)                                    | Negator                | Coslough Johnson        |    |
| 30 | MU 38 | Vallée de la puissance (Valley Of Power)                        | Danovas                | Douglas Booth           |    |
| 31 | MU 43 | Maskor (Mystery Of Man-E-Faces)                                 | Maskor                 | Paul Dini               |    |
| 32 | MU 47 | Gardien des ruines anciennes (Keeper Of The Ancient Ruins)      | Trapjaw                | Lee Robert              |    |
| 33 | MU 44 | Prisonniers de la glace (Region Of Ice)                         | Trapjaw Beastman       | Patrick Duncan          |    |
| 34 | MU 11 | Masques du pouvoir (Masks Of Power)                             | Aran Una               | Douglas Booth           | *  |
| 35 | MU 26 | Epreuve dans la foret noire (Ordeal In The Darklands)           | Fléau, Kor             | Marc Scott Zicree (en)  |    |
| 36 | MU 51 | Cité sous la mer (City Beneath The Sea)                         | Merman                 | Larry DiTillio          |    |
| 37 | MU 28 | Magicienne repentante (Defection)                               | Gorgon                 | Ron Schultz             |    |
| 38 | MU 33 | Bataille de deux peuples (Starchild)                            | Estrellia              | J. Brynne Stephens (en) |    |
| 39 | MU 36 | Epreuve de Zodac (Search)                                       | Zodac                  | David Wise              | *  |
| 40 | MU 45 | Magie perdue d'Orko (Orko's Missing Magic)                      | Zolt                   | Larry DiTillio          |    |
| 41 | MU 52 | Faute de Tila (Teela's Trial)                                   | Trapjaw Beastman       | David Wise              |    |
| 42 | MU 21 | Cousin royal (Royal Cousin)                                     | Triklops               | Robby London            |    |
| 43 | MU 46 | Obscurité éternelle (Eternal Darkness)                          | Darkdream Evil-Lyn     | Misty Stewart           |    |
| 44 | MU 37 | Ce n'est pas ma faute ! (It's Not My Fault)                     | Raigo                  | Ron Schultz             |    |
| 45 | MU 39 | Femmes de la cité d'Arcadia (Trouble In Arcadia)                | Queen Sumana           | David Wise              |    |
| 46 | MU 53 | Retour de Stella (Dree Elle's Return)                           | Clawfull               | Robby London            |    |
| 47 | MU 55 | Problème d'oxygène (Eye Of The Beholder)                        | Triklops               | Jeffry O'Hare           | *  |
| 48 | MU 35 | Réveil (Sleepers Awaken)                                        | Lord Taran Voltera     | Douglas Booth           |    |
| 49 | MU 24 | Magicien de la montagne … (Wizard Of Stone Mountain)            | Malek                  | Janis Diamond           |    |
| 50 | MU 57 | Château des héros (Castle Of Heroes)                            | Clawfull               | Mel Gilden              | *  |
| 51 | MU 50 | Temple du soleil (Temple Of The Sun)                            | Nepthu                 | Jeffry O'Hare           |    |
| 52 | MU 48 | Pouvoir d'Aramesh (Return of Evil)                              | Skeletor Aramesh       | Richard Pardee          | *  |
| 53 | MU 49 | Retour du Gryphon (Return of the Gryphon)                       | Trapjaw Beastman       | David Wise              |    |
| 54 | MU 60 | Retour de Granamyr (Return Of Granamyr)                         | Zim                    | Larry DiTillio          |    |
| 55 | MU 59 | Sorcière et guerrière (Witch And The Warrior)                   | Kothos Malek           | Paul Dini               |    |
| 56 | MU 63 | Chasse (Huntsman)                                               | Baron Grod             | Larry DiTillio          |    |
| 57 | MU 64 | Remède (Remedy)                                                 | Rohad                  | Ron Schultz             |    |
| 58 | MU 32 | Terreur sur l'ile de Selkie (Search For The VHO)                | Merman                 | Jeffry O'Hare           |    |
| 59 | MU 58 | Bague de la mémoire (Once and Future Duke)                      | Count Marzo            | Robert White            |    |
| 60 | MU 25 | Plantes du désespoir (Evilseed)                                 | Ramman Trapjaw Merman  | Barney Cohen            | *  |
| 61 | MU 40 | Antre de Shokoti (1) (House Of Shokoti 1)                       | Lord Masque            | Larry DiTillio          |    |
| 62 | MU 41 | Antre de Shokoti (2) (House Of Shokoti 2)                       | Shokoti                | Larry DiTillio          |    |
| 63 | MU 61 | Maitre des jeux (Pawns Of The Game Master)                      | Gamemaster             | Paul Dini               |    |
| 64 | MU 62 | Disques de la connaissance (Golden Disks Of Knowledge)          | Zodac Zanthor          | John Berwick            |    |
| 65 | MU 65 | Cœur d'un géant (Heart Of A Giant)                              | Stratos, Master Todd   | Robby London            |    |

### Saison 2
| N°  | Code  | Titre                                                                  | Guest                       | Scénario             | In |
| --- | ----- | ---------------------------------------------------------------------- | --------------------------- | -------------------- | -- |
| 66  | MU066 | Le chat et l'araignée (The Cat and the Spider)                         | Webstor                     | Larry DiTillio       |    |
| 67  | MU067 | La créature d'énergie (The Energy Beast)                               | Skeletor Beastman           | Rowby Goren          |    |
| 68  | MU068 | Le jour des machines (Day of the Machines)                             | Trapjaw                     | David Wise           |    |
| 69  | MU069 | Le joueur (The Gamesman)                                               | Master Todd                 | Antoni Zalewski      |    |
| 70  | MU070 | La forêt de Fisto (Fisto's Forest)                                     | Skeletor                    | Douglas Booth        |    |
| 71  | MU071 | Le pouvoir de l'amitié (The Rarest Gift of All)                        | Stratos Fisto               | J. Brynne Stephens   |    |
| 72  | MU072 | Le mystère des livres (The Great Books Mystery)                        | Batros                      | Harvey Brenner       |    |
| 73  | MU073 | L'origine de la Sorcière (Origin of the Sorceress)                     | Morgoth                     | J. M. Straczynski    |    |
| 74  | MU074 | L'île de la peur (Island of Fear)                                      | Whiplash Buzzoff            | Antoni Zalewski      | *  |
| 75  | MU075 | Au secours de Skeletor (To Save Skeletor)                              | Whiplash                    | Paul Dini            | *  |
| 76  | MU076 | La station polaire (The Ice Age Cometh)                                | Whiplash Icer               | Robert White         |    |
| 77  | MU077 | Problèmes sur Trolla (Trouble in Trolla)                               | Whiplash                    | Larry DiTillio       |    |
| 78  | MU078 | La trahison de Stratos (Betrayal of Stratos)                           | Whiplash Triklops           | David Wise           | *  |
| 79  | MU079 | Quand les dragons disparaissent (Disappearing Dragons)                 | Buzz Mekanek Kobra Web      | Larry DiTillio       |    |
| 80  | MU080 | L'ombre de Skeletor (The Shadow of Skeletor)                           | Whiplash Maskor             | Rowby Goren          | *  |
| 81  | MU081 | Joute infernale (The Arena)                                            | Tataran                     | Warren Greenwood     | *  |
| 82  | MU082 | Attaque perfide (Attack from Below)                                    | Trapjaw Beastman            | Michael Kirschenbaum |    |
| 83  | MU083 | Dans les abysses (Into the Abyss)                                      | Beastman                    | Robert Lamb          |    |
| 84  | MU084 | Chat peureux (Fraidy Cat)                                              | Merman Kobra Clawfull       | Phil Harnage         |    |
| 85  | MU085 | Guerrier arc-en-ciel (The Rainbow Warrior)                             | Trapjaw Beastman            | Robert Forward Jr.   |    |
| 86  | MU086 | Voyage vers Morainia (A Trip to Morainia)                              | Clawfull                    | Steve Bussard        | *  |
| 87  | MU087 | Peur au ventre (Things That Go Bump in the Night)                      | Clawfull                    | John Curtin          | *  |
| 88  | MU088 | Trois enfants désobéissants (Three on a Dare)                          | Triklops Merman…            | Misty Stewart        | *  |
| 89  | MU089 | Rien qu'un petit mensonge (Just a Little Lie)                          | Prince Dell                 | J. Brynne Stephens   |    |
| 90  | MU090 | Un pour tous (One for All)                                             | Space Pirates               | Robert White         |    |
| 91  | MU091 | Jacob & les lutins (Jacob and the Widgets)                             | Trapjaw Merman              | Harvey Brenner       |    |
| 92  | MU092 | Petit deviendra grand (The Littlest Giant)                             | Skeletor Evil-Lyn           | Douglas Booth        | *  |
| 93  | MU093 | Problèmes à Middle Name (Trouble's Middle Name)                        | Negator                     | J. M. Straczynski    |    |
| 94  | MU094 | Ville des statues de pierre (Journey to Stone City)                    | Webstor Kobra Khan          | J. M. Straczynski    | *  |
| 95  | MU095 | Temple des loups (A Bird in the Hand)                                  | Trapjaw Beastman            | Phil Harnage         | *  |
| 96  | MU096 | Tigre de combat (Battlecat)                                            | Ramman                      | D.C. Fontana         |    |
| 97  | MU097 | Roue du temps (The Time Wheel)                                         | King Tamusk                 | Mel Gilden           |    |
| 98  | MU098 | À la recherche du passé (Search for the Past)                          | King Miro                   | Misty Stewart        |    |
| 99  | MU099 | Chasse à l'homme (Hunt for He-Man)                                     | Whiplash Trapjaw            | Antoni Zalewski      | *  |
| 100 | MU100 | Plus grand spectacle d'Eternia (The Greatest Show on Eternia)          | Skeletor Evil-Lyn           | Rowby Goren          | *  |
| 101 | MU101 | Pas si aveugle (Not so Blind)                                          | Ramman                      | Robert Lamb          |    |
| 102 | MU102 | Vengeance ne mène à rien (Revenge is Never Sweet)                      | Kothos Beastman             | Douglas Booth        |    |
| 103 | MU103 | Et les héros survivront (The Good Shall Survive)                       | Buzzoff Kobra Web           | Richard Pardee       | *  |
| 104 | MU104 | Secret du château des ombres (The Secret of Grayskull)                 | Clawfull Kobra Khan Trapjaw | John Curtin          | *  |
| 105 | MU105 | Il n'y a pas de petit métier (No Job Too Small)                        | Whiplash                    | Don Heckman          |    |
| 106 | MU106 | Rose qui naquit des larmes (The Bitter Rose)                           | Trapjaw Beastman            | Michael Chase Walker | *  |
| 107 | MU107 | Mauvais joueur (The Gambler)                                           | Spikor                      | Antoni Zalewski      |    |
| 108 | MU108 | Grande responsabilité (Teela's Triumph)                                | Trapjaw Evil-Lyn            | Joseph Botsford      |    |
| 109 | MU109 | Diabolique Comte Marzo (The Eternia Flower)                            | Comte Marzo                 | Karol & Greenwood    |    |
| 110 | MU110 | Nouvel ami pour Orko (Orko's New Friend)                               | Slave Master                | Forward & Wilson     |    |
| 111 | MU111 | La Fin de Musclor (The Problem with Power)                             | Tataran                     | J. M. Straczynski    |    |
| 112 | MU112 | Double jeu (Double Trouble)                                            | Koldar Skeletor Evil-Lyn    | Barbara Chain        | *  |
| 113 | MU113 | Bon anniversaire Roboto (Happy Birthday Roboto)                        | Modulok                     | Larry DiTillio       |    |
| 114 | MU114 | Bataille de dragons (Battle of the Dragons)                            | Granamyr Targon             | J. M. Straczynski    |    |
| 115 | MU115 | Temps s'est arrêté (Time Doesn't Fly)                                  | Hexon                       | Jina Bacarr          |    |
| 116 | MU116 | Ici et là des Skeletors par milliers (Here There Skeletors Everywhere) | Syklone Mossman             | Cinnamon Wengrod     | *  |
| 117 | MU117 | Belle et la bête (La) (Beauty and the Beast)                           | Whiplash                    | Don Heckman          | *  |
| 118 | MU118 | Pauvre Orko… (Orko's Return)                                           | Trapjaw Beastman            | J. Larry Carroll     |    |
| 119 | MU119 | Les Visiteurs de la Terre (Visitors from Earth)                        | Spikor Twobad               | Mike Hazy            | *  |
| 120 | MU120 | Monstre dans la montagne (Monster on the Mountain)                     | Tingler                     | Rowby Goren          |    |
| 121 | MU121 | Perte de magie (The Magic Falls)                                       | Kobra Khan                  | J. M. Straczynski    | *  |
| 122 | MU122 | Fils de Mekanek (Search for a Son)                                     | Comte Marzo                 | Drew Lawrence        |    |
| 123 | MU123 | Métamorphose ( Mistaken Identity )                                     | Modulok                     | J. M. Straczynski    | *  |
| 124 | MU124 | Maitre des Jouets (The Toy Maker)                                      | Whiplash Trapjaw            | Willson & Weber      | *  |
| 125 | MU125 | Pacte avec le diable (Bargain with Evil)                               | Anghast Estrellia           | Larry DiTillio       |    |
| 126 | MU126 | Capture du gardien cosmique (Capture the Comet Keeper)                 | Twobad                      | Robert Lamb          | *  |
| 127 | MU127 | Miroir antique d'Avathar (The Ancient Mirror of Avathar)               | Twobad Mossman              | Robert Lamb          |    |
| 128 | MU128 | Choc des armes (The Games)                                             | Spikor Fisto                | J. M. Straczynski    | *  |
| 129 | MU129 | Au secours des créatures (To Save the Creatures)                       | Skeletor Lyn Beast          | Don Heckman          | *  |
| 130 | MU130 | Machination de Kobra Khan '(The Cold Zone)                             | Kobra Khan                  | J. M. Straczynski    |    |

## Épisodes diffusés en France
En France et en Belgique, pour une raison inconnue, seuls 82 épisodes ont été doublés et diffusés sur Antenne 2 et RTL. Pour mémoire, la liste ci-dessous les présente dans l'ordre de diffusion française.

### Première saison (1983-1984)
1. La quête de Tila (Teela's Quest)
2. La vengeance de Jarvan (A Friend In Need)
3. Daimar le démon (Daimar The Demon)
4. L'aube du dragon (Dawn of Dragoon)
5. Banni par Skeletor (Prince Adam No More)
6. Épreuves dans la forêt noire (Ordeal In The Darklands)
7. Le cadeau du dragon (The Dragon's Gift)
8. La magicienne repentante (The Defection)
9. Les femmes de la cité d'Arcadia (Trouble In Arcadia)
10. La magie perdue d'Orko (Orko's Missing Magic)
11. Maskor (The Mystery Of Man-E-Faces)
12. La vallée de la puissance (Valley of Power)
13. La ville des esclaves (A Tale of Two Cities)
14. Le magicien de la montagne de pierre (Wizard Of Stone Mountain)
15. L'oncle d'Orko (Orko's Favorite Uncle)
16. À la recherche de Musclor (Quest For He-Man)
17. Le cousin royal (The Royal Cousin)
18. Le retour de l'oncle d'Orko (The Return Of Orko's Uncle)
19. Terreur sur l'île de Selkie (Search for the VHO)
20. La bataille de deux peuples (The Starchild)
21. Le réveil (The Sleepers Awaken)
22. Ce n'est pas ma faute ! (It's Not My Fault)
23. L'obscurité éternelle (Eternal Darkness)
24. L'Antre de Shokoti [1/2] (The House Of Shokoti [1/2])
25. L'Antre de Shokoti [2/2] (The House Of Shokoti [2/2])
26. Dentos multiplie son pouvoir ! (Double Edged Sword)
27. Le gardien des ruines anciennes (Keeper Of The Ancient Ruins)
28. Le retour du Gryphon (Return of the Gryphon)
29. Le temple du soleil (Temple Of The Sun)
30. La cité sous la mer (City Beneath The Sea)
31. La faute de Tila (Teela's Trial)
32. Le retour de Stella (Dree Elle's Return)
33. La venue de Négator (Game Plan)
34. La quête de l'épée (Quest For The Sword)
35. Le retour de Granamyr (The Return Of Granamyr)
36. Le maître des jeux (Pawns Of The Game Master)
37. Les disques d'or de la connaissance (Golden Disks Of Knowledge)
38. La chasse (The Hunstman)
39. Le remède (The Remedy)
40. Le cœur d'un géant (The Heart Of A Giant)
41. Le chat et l'araignée (The Cat And The Spider)
42. La créature d'énergie (The Energy Beast)
43. Le jour des machines (Day of the Machines)
44. Le joueur (The Gamesman)
45. La forêt de Fisto (Fisto's Forest)
46. Le pouvoir de l'amitié (The Rarest Gift of All)
47. Le mystère des livres (The Great Books Mystery)
48. L'origine de la sorcière (Origin of the Sorceress)
49. La station polaire (The Ice Age Cometh)
50. Problèmes sur Trolla (Trouble in Trolla)
51. Quand les dragons disparaissent (Disappearing Dragons)
52. Une attaque perfide (Attack From Below)
53. Au fond des abysses (Into the Abyss)
54. Fraidy le chat (Fraidy Cat)
55. Le guerrier de l'arc-en-ciel (The Rainbow Warrior)
56. Rien qu'un petit mensonge (Just a Little Lie)
57. Un pour tous (One for All)
58. Des problèmes à Middle Name (Trouble's Middle Name)
59. Le chat de combat (Battlecat)
60. La roue du temps (The Time Wheel)
61. Jacob et les lutins (Jacob and the Widgets)
62. À la recherche du passé (Search for the Past)
63. Pas si aveugle que ça (Not so Blind)
64. Il n'y a pas de petit métier (No Job too Small)
65. Le mauvais joueur (The Gambler)

### Deuxième saison (1984-1985)
1. Prisonniers de la glace (The Region of Ice) (E.79)
2. La bague de la mémoire (The Once and Future Duke) (E.80)
3. La sorcière et la guerrière (The Witch and the Warrior) (E.81)
4. La vengeance ne mène à rien (Revenge Is Never Sweet) (E.82)
5. Le miroir antique d'Avathar (The Ancient Mirror Of Avathar) (E.94)
6. Le fils de Mekaneck (Search for a Son) (E.104)
7. La machination de Kobra Khan (The Cold Zone) (E.108)
8. Une grande responsabilité (Teela's Triumph) (E.120)
9. Un nouvel ami pour Orko (Orko's New Friend) (E.121)
10. La fin de Musclor (The Problem With Power) (E.122)
11. Diabolique Comte Marzo ! (The Eternia Flower)
12. Bon anniversaire Roboto ! (Happy Birthday Roboto)
13. La bataille des dragons (Battle of the Dragons)
14. Le temps s'est arrêté ! (Time Doesn't Fly)
15. Pauvre Orko... (Orko's Return)
16. Un monstre dans la montagne (Monster on the Mountain)
17. Pacte avec le diable (Bargin with Evil)
Les épisodes ci-après sont inédits à la télévision française mais sont disponibles en vidéo et DVD.
18. Fakor, le faussaire (The Shaping Staff) (E.66)
19. Le casque qui rend invisible (Disappearing Act) (E.67)
20. Le démon de Phantos (She-Demon of Phantos) (E.68)
21. La gemme des sortilèges (The Curse of the Spellstone) (E.69)
22. Péril dans le passé (The Time Corridor) (E.70)
23. Les masques du pouvoir (Masks Of Power) (E.71)
24. Skeletor, l'invincible (Evil-Lyn's Plot) (E.72)
25. Tel père, telle fille (Like Father, Like Daughter) (E.73)
26. Les créatures des marécages de Tar (The Creatures From The Tar Swamp) (E.74)
27. La chanson de Célice (Song Of Celice) (E.75)
28. Le règne de l'horreur (Reign of the Monster) (E.76)
29. Les plantes du désespoir (Evilseed) (E.77)
30. Le triomphe de Skeletor (The Talking of Grayskull) (E.78)
31. Au secours de Skeletor (To Save Skeletor) (E.83)
32. L'ombre de Skeletor (The Shadow of Skeletor) (E.84)
33. Chasse à l'homme (Hunt for He-Man) (E.85)
34. L'île de la peur (Island of Fear) (E.86)
35. Le plus grand spectacle d'Eternia (The Greatest Show On Eternia) (E.87)
36. Le secret du Château des Ombres (The Secret Of Grayskull) (E.88)
37. La rose qui naquit de larmes (The Bitter Rose) (E.89)
38. Ici et là, des Skeletor par milliers ! (Here, There, Skeletors Everywhere) (E.90)
39. Les visiteurs de la Terre (Visitors From Earth) (E.91)
40. Perte de magie ! (The Magic Falls) (E.92)
41. La capture du gardien cosmique (Capture the Comet Keeper) (E.93)
42. Et les héros survivront ! (The Good Shall Survive) (E.95)
43. La comète cosmique (The Cosmic Comet) (E.96)
44. Le diamant qui fait disparaître (Diamond Ray of Disappearance) (E.97)
45. L'épreuve de Zodac (The Search) (E.98)
46. La peur au ventre (Thing That Go Bump in the Night) (E.99)
47. Trois enfants désobéissants (Three on a Dare) (E.100)
48. Le temple des loups (A Bird in the Hand) (E.101)
49. Voyage vers Morainia (A Trip To Morainia) (E.102)
50. La ville des statues de pierre (Journey to StoneCity) (E.103)
51. La métamorphose (Mistaken Identity) (E.105)
52. Le maître des jouets (The Toy Maker) (E.106)
53. Le choc des armes (The Games) (E.107)
54. Colossor s'éveille ! (Colossor Awakes) (E.109)
55. L'opération dragon (The Dragon Invasion) (E.110)
56. Un problème d'oxygène (Eye of the Beholder) (E.111)
57. Le château des héros (Castle Of Heroes) (E.112)
58. La trahison de Stratos (Betrayal Of Stratos) (E.113)
59. La joute infernale (The Arena) (E.114)
60. Petit deviendra grand (The Littlest Giant) (E.115)
61. Le carnaval du cauchemar (A Beastly Sideshow) (E.116)
62. Le pouvoir d'Aramesh (Return of Evil) (E.117)
63. Double jeu (Double Trouble) (E.118)
64. La belle et la bête (Beauty and the Beast) (E.119)
65. Au secours des créatures (To Save the Creatures)